# 23 August, Mehedinți
23 August este un sat în comuna Malovăț din județul Mehedinți, Oltenia, România.